# Гримайлів (гміна)
Гміна Гримайлів  (пол. Gmina Grzymałów)— колишня сільська гміна у Скалатському повіті Тернопільського воєводства Другої Речі Посполитої. Адміністративним центром гміни було місто Гримайлів, яке не входило до складу гміни, а утворювало окрему міську гміну.
Гміна утворена 1 серпня 1934 року на підставі нового закону про самоуправління (23 березня 1933 року).
Площа гміни — 72,35 км²
Кількість житлових будинків — 1406
Кількість мешканців — 7140
Гміну створено на основі попередніх гмін: Білітівка, Буцики, Елеонорівка (в радянський час перейменовано на Оленівку), Глібів, Лежанівка, Гнила Пізнанка, Пізнанка Гетьманська (від встановлення радянської влади до 1960-х село називалось Пізнанка Комісарська, потім просто Пізнанка) .